# Sargé-lès-le-Mans
Sargé-lès-le-Mans és un municipi francès situat al departament del Sarthe i a la regió de País del Loira. L'any 2007 tenia 3.605 habitants.

## Demografia

### Població
El 2007 la població de fet de Sargé-lès-le-Mans era de 3.605 persones. Hi havia 1.314 famílies de les quals 210 eren unipersonals (88 homes vivint sols i 122 dones vivint soles), 479 parelles sense fills, 576 parelles amb fills i 49 famílies monoparentals amb fills.
La població ha evolucionat segons el següent gràfic:
Habitants censats

### Habitatges
El 2007 hi havia 1.359 habitatges, 1.330 eren l'habitatge principal de la família, 2 eren segones residències i 27 estaven desocupats. 1.346 eren cases i 10 eren apartaments. Dels 1.330 habitatges principals, 1.133 estaven ocupats pels seus propietaris, 178 estaven llogats i ocupats pels llogaters i 19 estaven cedits a títol gratuït; 2 tenien una cambra, 33 en tenien dues, 92 en tenien tres, 342 en tenien quatre i 860 en tenien cinc o més. 1.155 habitatges disposaven pel capbaix d'una plaça de pàrquing. A 494 habitatges hi havia un automòbil i a 765 n'hi havia dos o més.

### Piràmide de població
La piràmide de població per edats i sexe el 2009 era:
| Homes | Edats   | Dones |
| ----- | ------- | ----- |
| 0     | 95 o +  | 0     |
| 0     | 90 a 94 | 4     |
| 8     | 85 a 89 | 4     |
| 28    | 80 a 84 | 16    |
| 40    | 75 a 79 | 28    |
| 48    | 70 a 74 | 44    |
| 80    | 65 a 69 | 100   |
| 92    | 60 a 64 | 68    |
| 88    | 55 a 59 | 100   |
| 116   | 50 a 54 | 128   |
| 140   | 45 a 49 | 112   |
| 156   | 40 a 44 | 204   |
| 188   | 35 a 39 | 148   |
| 100   | 30 a 34 | 124   |
| 56    | 25 a 29 | 68    |
| 112   | 20 a 24 | 44    |
| 144   | 15 a 19 | 168   |
| 112   | 10 a 14 | 132   |
| 148   | 5 a 9   | 188   |
| 60    | 0 a 4   | 84    |

## Economia
El 2007 la població en edat de treballar era de 2.316 persones, 1.673 eren actives i 643 eren inactives. De les 1.673 persones actives 1.573 estaven ocupades (810 homes i 763 dones) i 100 estaven aturades (51 homes i 49 dones). De les 643 persones inactives 240 estaven jubilades, 271 estaven estudiant i 132 estaven classificades com a «altres inactius».

### Ingressos
El 2009 a Sargé-lès-le-Mans hi havia 1.353 unitats fiscals que integraven 3.710,5 persones, la mediana anual d'ingressos fiscals per persona era de 22.313 €.

### Activitats econòmiques
Dels 107 establiments que hi havia el 2007, 1 era d'una empresa extractiva, 3 d'empreses alimentàries, 2 d'empreses de fabricació de material elèctric, 3 d'empreses de fabricació d'altres productes industrials, 12 d'empreses de construcció, 28 d'empreses de comerç i reparació d'automòbils, 7 d'empreses de transport, 3 d'empreses d'hostatgeria i restauració, 3 d'empreses d'informació i comunicació, 8 d'empreses financeres, 4 d'empreses immobiliàries, 12 d'empreses de serveis, 13 d'entitats de l'administració pública i 8 d'empreses classificades com a «altres activitats de serveis».
Dels 27 establiments de servei als particulars que hi havia el 2009, 1 era una oficina de correu, 3 oficines bancàries, 5 tallers de reparació d'automòbils i de material agrícola, 1 autoescola, 1 paleta, 4 guixaires pintors, 1 fusteria, 2 electricistes, 1 empresa de construcció, 4 perruqueries, 2 restaurants i 2 agències immobiliàries.
Dels 10 establiments comercials que hi havia el 2009, 1 era una botiga de menys de 120 m², 2 fleques, 2 carnisseries, 1 una llibreria, 1 una botiga de roba, 1 una botiga d'equipament de la llar i 2 floristeries.
L'any 2000 a Sargé-lès-le-Mans hi havia 23 explotacions agrícoles que ocupaven un total de 693 hectàrees.

## Equipaments sanitaris i escolars
L'únic equipament sanitari que hi havia el 2009 era una farmàcia.
El 2009 hi havia 1 escola maternal i 2 escoles elementals.

## Poblacions més properes
El següent diagrama mostra les poblacions més properes.